# 金打
きんちょう（する）。堅い約束をすること。
江戸時代、武士が約束を守ることを示すために、それぞれの刀の刃・鍔（つば）を打ち合わせたことに由来する。
武士ならば刀の刃や鍔を数センチ鞘から出して音を出す。僧侶ならば鉦(かね)、女子ならば鏡などの金属同士を、互いに打ち合わせてその証とした。